# Josef Wilhelm Manger
Josef Wilhelm Manger, meistens Josef W. Manger, (* 1929 in Arnstein; † 27. Oktober 2016) war ein Akustik-Entwickler und Unternehmer.
Nach dem Zweiten Weltkrieg und einem dreijährigen Australien-Aufenthalt übernahm Manger das Elektro- und später Radio/Fernseh-Ladengeschäft von seinen Eltern im fränkischen Arnstein. In den frühen 1960er Jahren importierte er Gitarren und Verstärker. Die Grundlagen der Lautsprechertechnik brachte er sich selbst bei.

## Entwicklungsarbeit
Seine Untersuchungen an Lautsprechern begann er 1968. Dazu gehörten neuartige Untersuchungen, unter anderem zur Bedeutung des Phasenganges in der Elektroakustik und dem Impulsverhalten von Lautsprechern und Kondensator-Mikrofonen. Schon 1968 erhielt er sein erstes Patent auf eine Schwingspule. Herausragendster Teil seiner Arbeit war die Entwicklung des bionischen, nach dem Biegewellenprinzip arbeitenden Manger-Schallwandlers. Die theoretische Beweisführung wurde 1978 an der TU Berlin erbracht. Manger wurde für seine Arbeiten mit der Rudolf-Diesel-Medaille (1982) und dem Innovationspreis (1996) ausgezeichnet. 

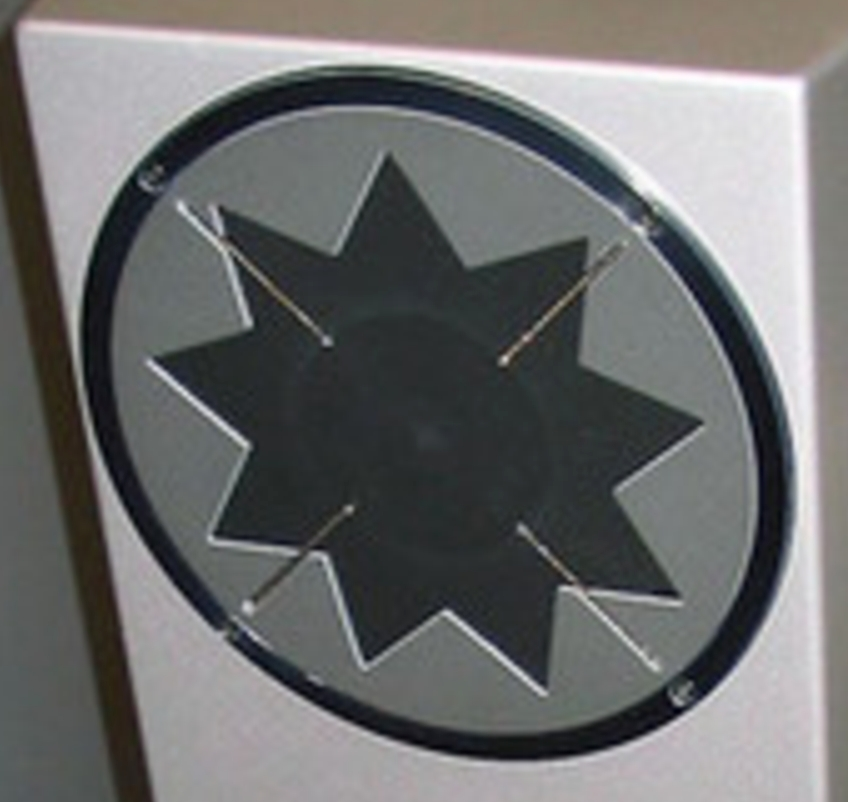
Manger-Wandler in einer Box

## Unternehmen
Das erste Modell seiner Lautsprecher hieß „Diskus“; der Ein-Wege-Lautsprecher hatte dem Namen entsprechend ein rundes Gehäuse und wurde auf einer deutschen Hifi-Messe vorgestellt, ab 1979 wurde es vermarktet. Von der Serienreife bis Ende 2016 wurden etwa 14.000 Lautsprecher hergestellt, etwa 500 pro Jahr; in den neueren Zwei-Wege-Modellen wird für Frequenzen unter 80 Hz auch ein übliches Chassis eingebaut. Nach seinem Tod wird sein Unternehmen, in dem die speziellen Manger-Chassis mit flacher neun-zackiger, sternförmiger Membran selbst gefertigt werden, von seiner Tochter Daniela, die es seit 1990 leitete, weitergeführt. Josef Manger hatte sich 1994 mit 65 Jahren aus dem Tagesgeschäft zurückgezogen und sich fast ausschließlich Untersuchungen und Entwicklung gewidmet.